# Senyerang (plaats)
Senyerang is een bestuurslaag in het regentschap Tanjung Jabung Barat van de provincie Jambi, Indonesië. Senyerang telt 6813 inwoners (volkstelling 2010).